# Discografia de Heloisa Rosa
A discografia de Heloisa Rosa, uma cantora, compositora, produtora musical, multi-instrumentista e arranjadora brasileira de música cristã contemporânea,, compreende seis álbuns de estúdio, três álbuns ao vivo, e dois DVDs.

## Discografia
Álbuns de Estúdio 
| Álbum           | Detalhes                                                                                          | Vendas    | Certificações |
| --------------- | ------------------------------------------------------------------------------------------------- | --------- | ------------- |
| Liberta-me      | - Lançamento: 2004 - Formatos: CD, download digital - Gravadora: Independente                     | - 100.000 | - Ouro        |
| Andando na Luz  | - Lançamento: 2006 - Formatos: CD, download digital - Gravadora: Independente                     | - 70.000  | - Ouro        |
| Estante da Vida | - Lançamento: 2008 - Formatos: CD, download digital - Gravadora: Graça Music                      | - 120.000 | - Platina     |
| Confiança       | - Lançamento: Outubro de 2011 - Formatos: CD, download digital - Gravadora: Onimusic              | - 35.000  |               |
| Paz             | - Lançamento: 18 de Dezembro de 2015 - Formatos: CD, download digital - Gravadora: Musile Records | - 10.000  |               |

Álbuns Ao Vivo 
| Álbum                               | Detalhes                                                                                          | Vendas   | Certificações |
| ----------------------------------- | ------------------------------------------------------------------------------------------------- | -------- | ------------- |
| Amigos Adoradores                   | - Lançamento: 2008 - Formatos: CD, DVD - Gravadora: Independente                                  |          |               |
| Ao Vivo em São Paulo - Volume 1 e 2 | - Lançamento: 23 de Setembro de 2014 - Formatos: CD, download digital - Gravadora: Musile Records | - 20.000 |               |

DVDs 
| Álbum                | Detalhes                                                                                          | Vendas   | Certificações |
| -------------------- | ------------------------------------------------------------------------------------------------- | -------- | ------------- |
| Amigos Adoradores    | - Lançamento: 2008 - Formatos: CD, DVD - Gravadora: Independente                                  |          |               |
| Ao Vivo em São Paulo | - Lançamento: 23 de Setembro de 2014 - Formatos: CD, download digital - Gravadora: Musile Records | - 15.000 |               |